# Vytautas Sakalauskas
Vytautas Sakalauskas (ur. 24 kwietnia 1933 w Kownie, zm. 29 maja 2001 w Wilnie) – litewski działacz partyjny, premier Litewskiej SRR w latach 1985–1990.

## Życiorys
W 1957 ukończył studia na Wydziale Mechanicznym Kowieńskiego Instytutu Politechnicznego, a w 1964 na Wydziale Przemysłu i Ekonomiki tejże uczelni.
Od 1957 pracował na kierowniczych stanowiskach w kowieńskiej fabryce maszyn specjalistycznych "Priekalas". W 1960 wstąpił do KPL. Trzy lata później został zastępcą kierownika wydziału przemysłu maszynowego Rady Gospodarki Narodowej Litewskiej SRR. Od 1965 był zastępcą kierownika, a od 1967 kierownikiem wydziału przemysłu i transportu Komitetu Centralnego KPL.
Od 1969 do 1974 stał na czele Wileńskiego Miejskiego Komitetu Wykonawczego, po czym objął funkcję I sekretarza Komitetu Wileńskiego KPL i pełnił ją do 1983. W latach 1983–1984 był zastępcą przewodniczącego Rady Ministrów (wicepremierem) Litewskiej SRR, a następnie przez rok inspektorem w Komitecie Centralnym KPL.
W listopadzie 1985 zastąpił Ringaudasa Songailę na stanowisku przewodniczącego Rady Ministrów. Po ogłoszeniu przez Radę Najwyższą Litewskiej SRR Deklaracji o Przywróceniu Niepodległości w marcu 1990 odszedł ze stanowiska premiera. Do 1991 pełnił funkcję radcy ds. ekonomicznych w Ambasadzie ZSRR w Mozambiku.
Od 1971 był członkiem KC KPL, a w latach 1976–1984 i od 1985 wchodził w skład Biura Politycznego. W latach 1986–1990 był zastępcą członka KC KPZR. Zasiadał w Radzie Najwyższej Litewskiej SRR (1967–1975 i 1986–1990) oraz Radzie Najwyższej ZSRR (1974–1989).